# 塔拉基夫卡
47°11′7″N 37°43′19″E / 47.18528°N 37.72194°E

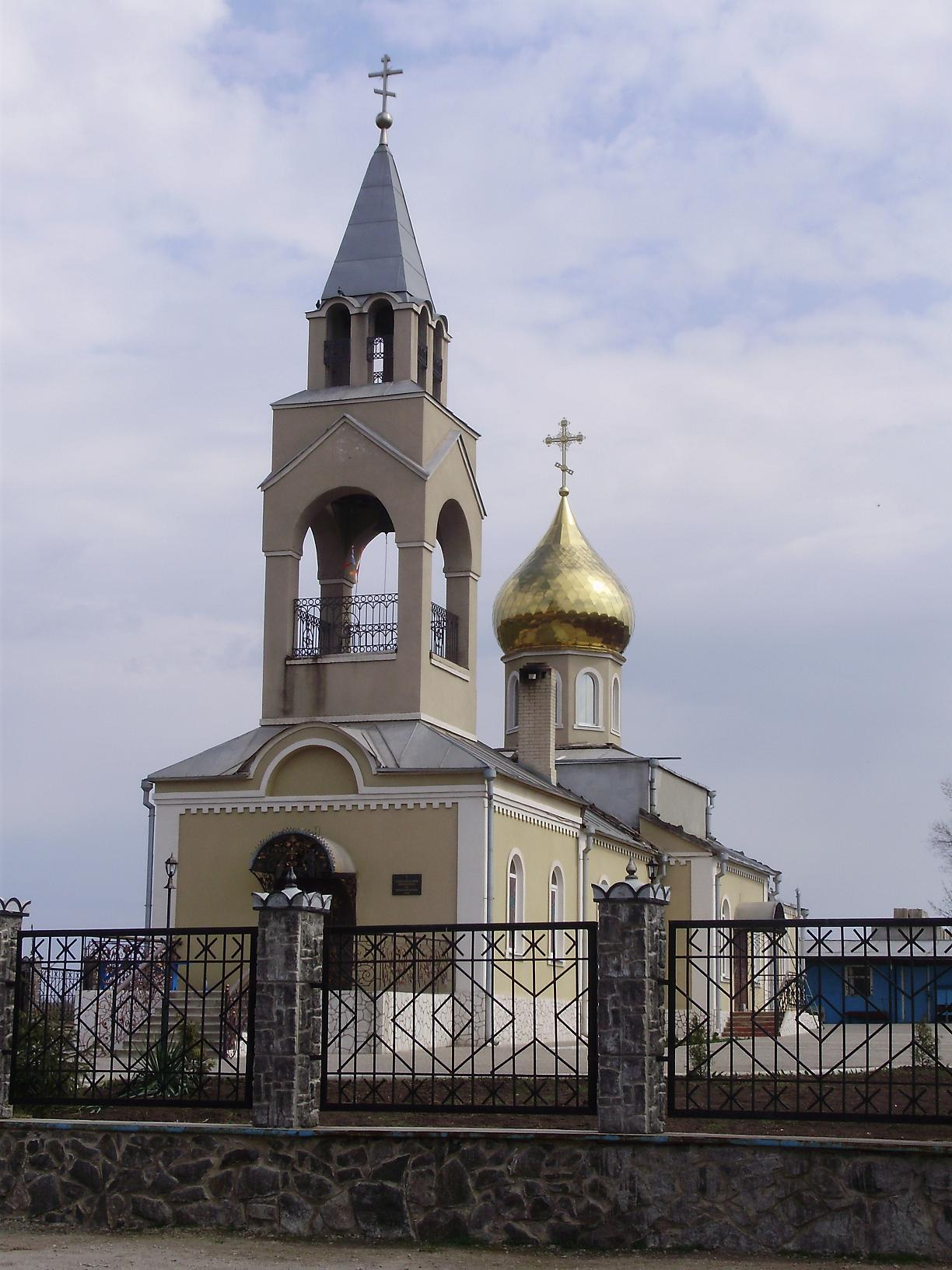
教堂

塔拉基夫卡（烏克蘭語：Талаківка），是烏克蘭東部頓涅茨克州马里乌波尔区萨尔塔纳市镇的鎮，處於卡利米烏斯河畔，距離馬里烏波爾18公里，始建於1889年，海拔高度6米，2013年人口4,130。